# 西溫菲爾德 (紐約州村)
西溫菲爾德（英語：West Winfield）是位於美國紐約州赫基默縣的村。

## 人口
根據2020年美國人口普查的數據，西溫菲爾德的面積為2.36平方千米，皆為陸地。當地共有人口733人，而人口密度為每平方千米311人。